# Alexandre Picquet
Charles-Adolphe-Alexandre Picquet (Bergen, 21 juni 1798 - 5 mei 1864) was lid van het Belgisch Nationaal Congres en advocaat.

## Levensloop
Picquet deed zijn middelbare studies aan het gemeentelijk college in Mons en deed zijn studies in de rechten aan de universiteit van Luik. Op 21 juli 1818 behaalde hij zijn doctoraat in de rechten, met een proefschrift onder de titel Dissertatio inauguralis juridica de liberis naturalibus et ex nefando coitu natis. Hij liep vervolgens stage aan de balie van Bergen, bij meester Jean-François Dolez. 
Op basis van zijn gevestigde reputatie als advocaat, werd hij op 5 november 1830 verkozen tot plaatsvervangend lid van het Nationaal Congres voor het arrondissement Bergen. Het ontslag van Pacifique Goffint en de weigering van de plaatsvervanger Fontaine-Spitaels om de opvolging te nemen, maakten dat Picquet op 31 mei effectief lid werd van het Congres. Hij zou dus nog de laatste anderhalve maand van de werkzaamheden meemaken.
Picquet keerde vervolgens terug naar de balie, werd lid van de tuchtraad werd en bij herhaling stafhouder.
In 1840 werd hij ook verkozen in de gemeenteraad van Bergen en bleef lid tot in 1857.
De zoon van Picquet, Charles-Albert-Joseph Picquet (Bergen 1826-1885), was eveneens advocaat en daarnaast hellenist die zich interesseerde in vreemde talen en literatuur terwijl hij ook de hogere wiskunde als tijdverdrijf beoefende.